# Bergrevier Siegen I

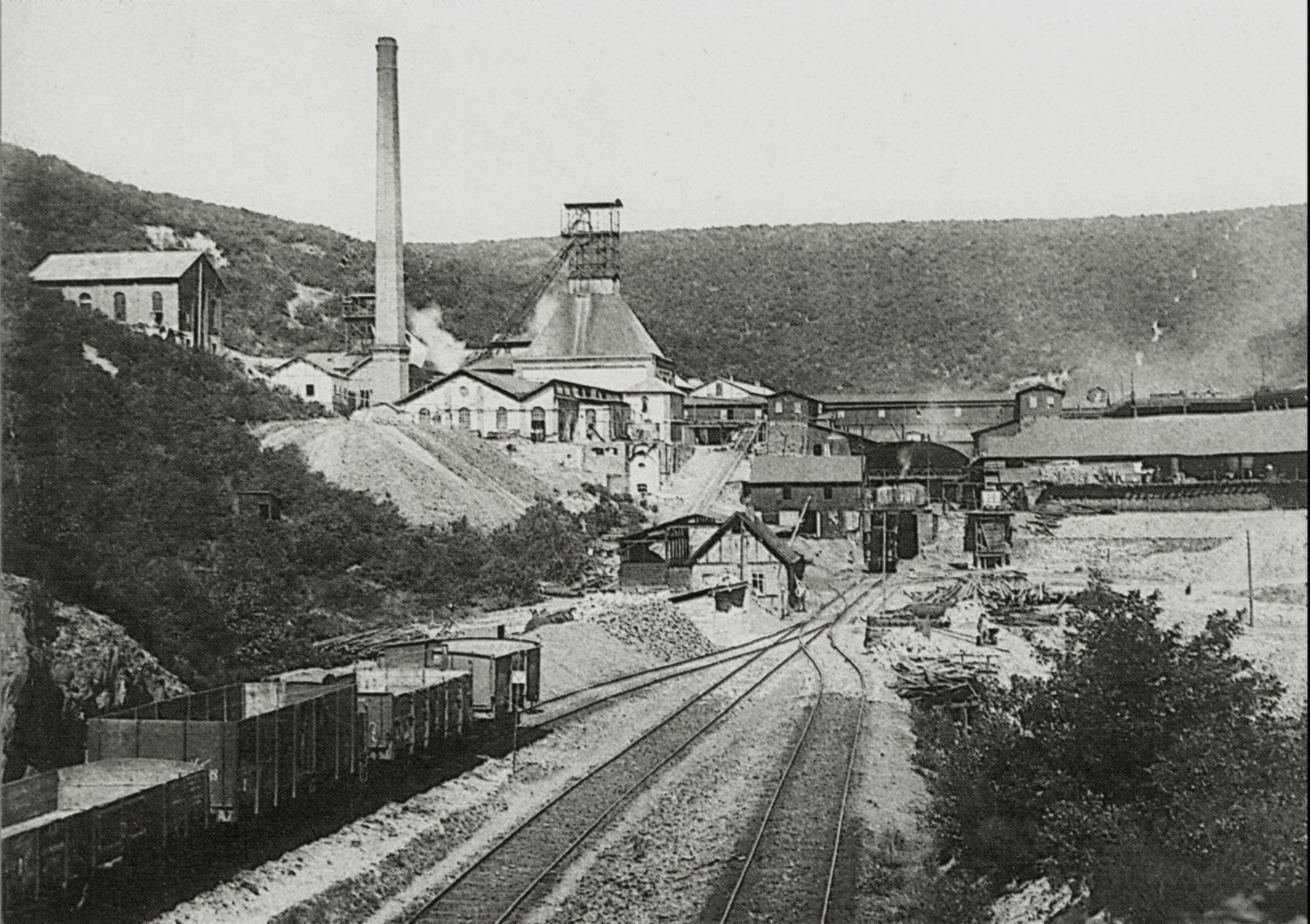
Tiefstes Bergwerk im Bergrevier: Eisenzecher Zug

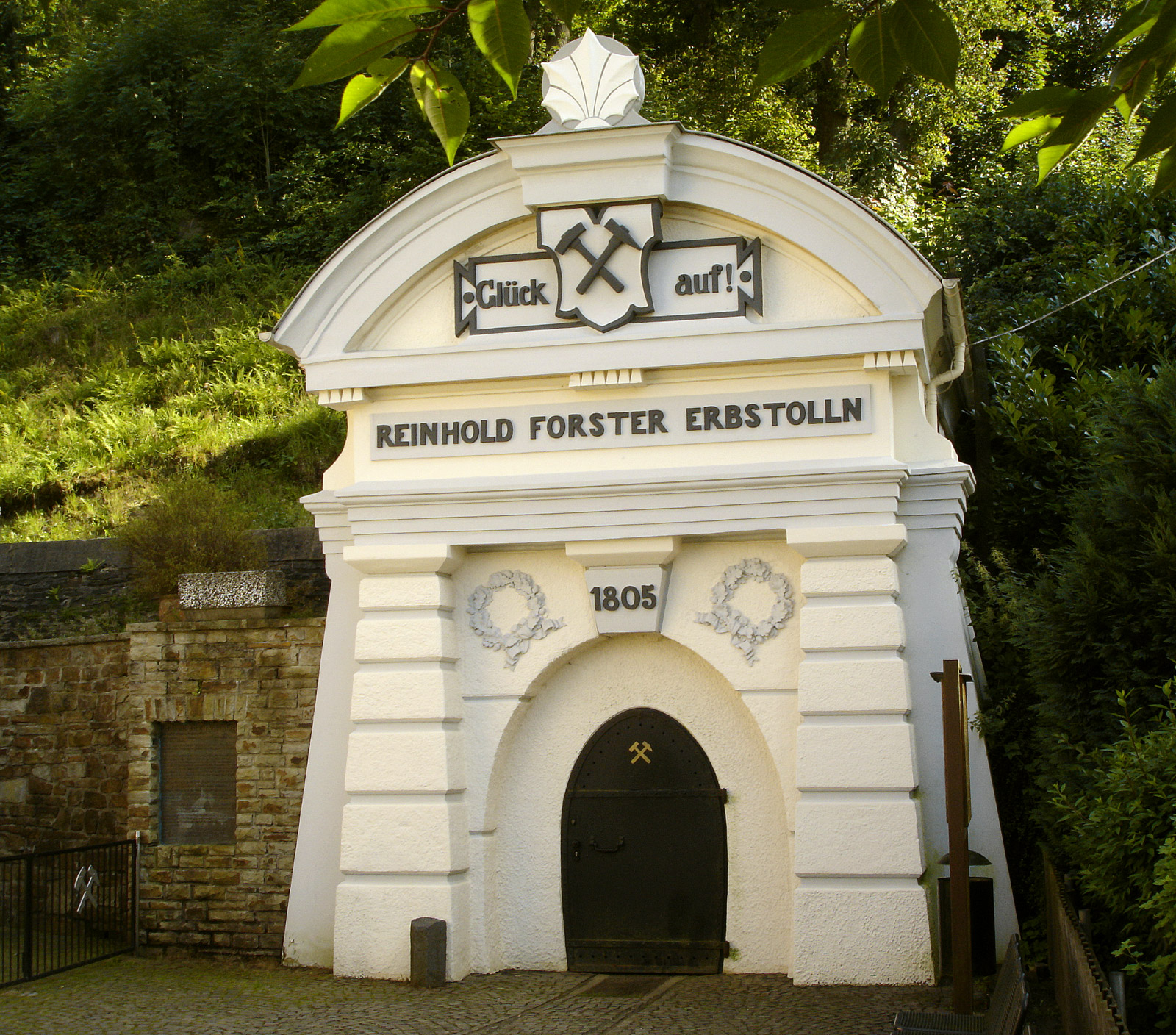
Heute ist der Reinhold Forster Erbstollen ein Besucherstollen

Das Bergrevier Siegen I war ein Verwaltungsbezirk des 1861 aufgelösten Bergamtes Siegen im östlichen und zentralen Siegerland.

## Ausdehnung

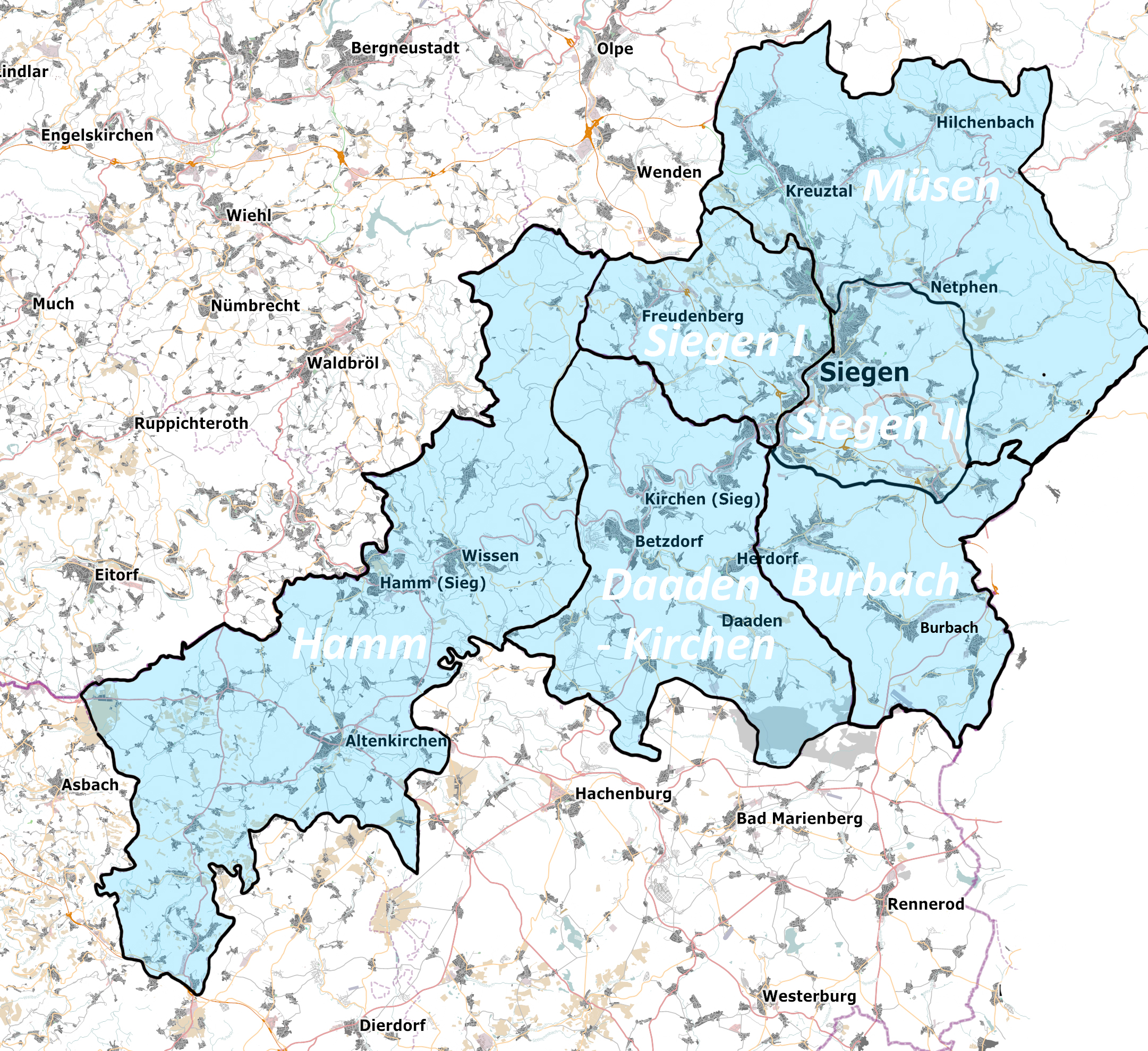
Bergreviere Siegerland

Das Bergrevier Siegen I hatte eine Fläche von 108,5 km² und umfasste das komplette Amt Freudenberg sowie die Orte Gosenbach, Niederschelden (inklusive Dreisbach) und Eiserfeld ohne Hengsbach aus dem Amt Eiserfeld, den Orten Seelbach, Trupbach, Birlenbach, Sohlbach, Dillnhütten und Klafeld (Geisweid) aus dem Amt Weidenau und die rechtssiegschen Teile Siegens mit dem eingemeindeten Ort Achenbach. Der Eisernbach und die Sieg bildeten zwischen Eiserfeld und Klafeld die Grenze zum Bergrevier Siegen II.

## Geschichte
1861 wurde das bis dato „Gosenbach“ heißende Bergrevier in „Siegen I“ umbenannt.
Während in Gosenbach der größere, namentliche Bergbau schon im 15. Jahrhundert einsetzte, wurden in der Folgezeit nur einzelne Gruben aus Eiserfeld erwähnt. Gegen Ende des 18. Jahrhunderts stieg jedoch auch hier die Anzahl der Gruben. Besonders an der Sieg bei Niederschelden wurden im 18. Jahrhundert zahlreiche Kobaltgruben in Betrieb genommen. Diese hielten sich jedoch nicht lang. 1886 waren im Revier 409 Gruben in Betrieb. Anfang des 19. Jahrhunderts waren alle Gruben im Gosenbacher Raum in den Besitz Storch & Schönebergs übergegangen, etwa 20 Jahre früher war es für die Gruben in der Tretenbach, südlich von Eiserfeld, soweit. Die Gewerkschaft Eisenzecher Zug wurde gegründet, um günstiges Aufschließen der Erzvorräte durch Tiefbau zu erreichen.
Vor der ab Mitte der 1920er Jahre einsetzende Stilllegungswelle infolge der Weltwirtschaftskrise blieben die meisten der größeren Betriebe im Bergrevier verschont. Am 29. Februar 1960 wurde mit Eisenzecher Zug die letzte Grube im Revier stillgelegt.

## Gruben
Die Gruben verteilen sich mehr zum südlichen Siegener Raum hin, Gosenbach und Eiserfeld führen die größten Betriebe. Im Raum Freudenberg war weniger Bergbau anzutreffen. Eine nennenswerte Grube dort war Freudenberg, in der man bis in 285 m Teufe nach Erz suchte. Die größte Grube im Bergrevier aber war der Betrieb Storch & Schöneberg in Gosenbach. Mit einer Jahresförderung von knapp 400.000 t Eisenerz und 2000 Mann Belegschaft war sie um 1900 die größte Spateisensteingrube Europas. Die tiefste Grube im Revier Siegen I war die Grube Eisenzecher Zug südlich von Eiserfeld. Mit 1343 m war sie auch gleichzeitig die tiefste Europas. Weitere Gruben waren zum Beispiel Brüderbund bei Eiserfeld oder Alte Dreisbach im heute bebauten Dreisbach, das zu Niederschelden gehört.

### Weitere Gruben
| Grube                | Gemarkung               | Mutung          | Stilllegung | Teufe (in Meter) | Besonderes |
| -------------------- | ----------------------- | --------------- | ----------- | ---------------- | ---------- |
| Alte Dreisbach       | Siegen-Niederschelden   | 1465            | 1928        | 850              |            |
| Brüderbund           | Siegen-Eiserfeld        | um 1400         | 1958        | 1274,8           |            |
| Bunte Kuh            | Siegen-Niederschelden   | 17. Jahrhundert | 1903        |                  |            |
| Eisenzecher Zug      | Siegen-Eiserfeld        | 1495            | 1960        | 1343,33          |            |
| Eiserfelder Spies    | Siegen-Eiserfeld        |                 | 1884        | 694,28           |            |
| Eisenspies           | Siegen-Eiserfeld        | 1835            | 1897        | 186              |            |
| Fortuna              | Siegen-Niederschelden   | 1827            | 1928        | 115              |            |
| Fürst Moritz         | Freudenberg-Niederndorf | 1856            | 1943        | 160              |            |
| Grüner Löwe          | Siegen-Gosenbach        | 1465            | 1906        | 283              |            |
| Hamberg              | Siegen-Gosenbach        | 1417            | 1942        | 800              |            |
| Honigsmund           | Siegen-Gosenbach        | 1482            | 1942        | 800              |            |
| Junkernburg          | Siegen-Niederschelden   | um 1770         | 1903        | 32               |            |
| Kohlenbach           | Siegen-Eiserfeld        | 1694            | 1958        | 337,4            |            |
| Kupferkaute          | Siegen-Gosenbach        | vor 1759        | 1942        | 330              |            |
| Lurzenbach           | Siegen-Gosenbach        | 1482            | 1942        | 600              |            |
| Storch & Schöneberg  | Siegen-Gosenbach        | 1585            | 1942        | 1162,7           |            |
| Vereinigte Henriette | Siegen-Niederschelden   | 1870            | 1923        | 675              |            |